# Sean Gilder
Sean Gilder, né le 1er mars 1964 à Brampton, en Cumbria, est un acteur britannique.

## Biographie
Sean Gilder a étudié à la Webber Douglas Academy of Dramatic Art. Il a fait des apparitions dans de nombreuses séries télévisées britanniques et est surtout connu pour son rôle récurrent de Paddy Maguire dans la série Shameless de 2005 à 2010.

## Filmographie

### Cinéma
- 2000 : Honest : The Hawk
- 2001 : Mike Bassett: England Manager : un journaliste
- 2002 : AKA : Tim Lyttleton
- 2002 : Gangs of New York : l'arbitre du combat de chiens
- 2004 : Le Roi Arthur : Jols
- 2006 : The Fall : Walt Purdy
- 2013 : Le Géant égoïste : Kitten

### Télévision
- 1994-1995 : Casualty (série télévisée, 3 épisodes) : D.S. Hennessy
- 1995 : The Bill (série télévisée, saison 11 épisode 11) : Billy McRae
- 1996 : Bugs (série télévisée, saison 2 épisode 6) : Kristo
- 1996 : Inspecteur Frost (série télévisée, saison 4 épisode 2) : le caporal Devenish
- 1996 : The Bill (série télévisée, saison 12 épisode 68) : Nigel Carter
- 1997 : La Part du diable (série télévisée, 4 épisodes) : Steve Carroll
- 1998-2003 : Hornblower (série télévisée, 8 épisodes) : Styles
- 1999 : The Bill (série télévisée, saison 15 épisode 66) : Jerry Mulligan
- 2000 : Brigade volante (série télévisée, saison 5 épisode 1) : Mark
- 2002 : Ultimate Force (série télévisée, saison 1 épisode 5) : Mick Sweeney
- 2003 : Jeux de pouvoir (mini-série) : le sergent Cheweski
- 2003 : Casualty (série télévisée, 2 épisodes) : D.S. Langen
- 2004 : The Bill (série télévisée, saison 20 épisodes 87 et 88) : John Kirkby
- 2005-2010 : Shameless (série télévisée, 52 épisodes) : Paddy Maguire
- 2005 : Doctor Who (série télévisée, épisode L'Invasion de Noël) : le chef des Sycorax
- 2007 : Life on Mars (série télévisée, saison 2 épisode 8) : Leslie Johns
- 2011 : The Shadow Line (mini-série) : Robert Beatty
- 2011 : Inspecteur George Gently (série télévisée, saison 4 épisode 1) : Joe Claverton
- 2012 : L'Île au trésor (téléfilm) : Black Dog
- 2015 : Inspecteur Barnaby (série télévisée, saison 17 épisode 2) :
- 2015 : Affaires non classées (série télévisée, saison 18 épisodes 1 et 2) : Jim Clout
- 2015 : The Last Kingdom (série télévisée, 4 épisodes) : Wulfhere
- 2016 : Les Enquêtes de Vera (série télévisée, saison 6 épisode 2) : Bobby
- 2017 : Poldark (saison 3) : Tholly Tregirls
- 2020 : His Dark Materials : À la Croisée des Mondes (série télévisée, 3 épisodes) : Père Graves